# Distantobelus decorus
Distantobelus decorus är en insektsart som beskrevs av Capener 1972. Distantobelus decorus ingår i släktet Distantobelus och familjen hornstritar. Inga underarter finns listade i Catalogue of Life.